# Silvia Saavedra Ibarrondo
Silvia Elena Saavedra Ibarrondo (Madrid, 1977) és una política i funcionària espanyola, regidora de l'Ajuntament de Madrid dins del grup municipal de Ciutadans des de 2015.
Nascuda el 1977 a Madrid, es va llicenciar en dret per la Universitat Autònoma de Madrid (UAM). El 2006 va guanyar per oposició una plaça com a advocada a l'Ajuntament de Madrid.
Va ser inclosa al número 7 de la llista del partit Ciutadans-Partit de la Ciutadania (Cs) per a les eleccions municipals de 2015 a Madrid. Electa com a regidora, es va convertir en portaveu del grup municipal de Cs a la Comissió de Transparència, Participació Ciutadana i Govern Obert del consistori madrileny.
El 20 d'octubre de 2017 va recriminar a Rommy Arce Legua, regidora-presidenta del districte d'Arganzuela, en forma de crítica per la cessió de la Nau de Terneras del Matadero de Madrid per a l'acte «Descolonicémonos. 12 d'octubre. Res a celebrar», que «vi de Perú i quan va adquirir la nacionalitat i jurava a la Constitució el que en realitat estava fent era prometre carregar-se Espanya». Considerat com un atac racista, Saavedra va demanar perdó uns dies més tard.
Inclosa com a candidata al número 3 de la llista de Cs per a les eleccions municipals de 2019 a Madrid, va agitar un debat de la campanya electoral televisat per Telemadrid, mostrant una imatge estirada de Lenin per advertir del perill que pretesament representaria un nou mandat de Manuela Carmena com a alcaldessa.
Reelecta com a regidora, després de l'investidura com a alcalde de José Luis Martínez-Almeida Navasqüés el 15 de juny de 2019, Saavedra va ser nomenada com a responsable de l'Àrea de Govern de Famílies, Igualtat i Benestar Social. No obstant això, dies més tard, va ser retirada de la Junta de Govern municipal, i se li va assignar la titularitat de l'àrea delegada de Coordinació Territorial.